# Olympische Jugend-Winterspiele 2020/Teilnehmer (Chile)
| Gelbes Symbol für Goldmedaillen mit stilisierten Olympischen Ringen | Graues Symbol für Silbermedaillen mit stilisierten Olympischen Ringen | Braundes Symbol für Bronzemedaillen mit stilisierten Olympischen Ringen |
| ------------------------------------------------------------------- | --------------------------------------------------------------------- | ----------------------------------------------------------------------- |
| —                                                                   | —                                                                     | —                                                                       |

Chile nahm an den Olympischen Jugend-Winterspielen 2020 in Lausanne mit acht Athleten (vier Jungen und vier Mädchen) in vier Sportarten teil.

## Teilnehmer nach Sportarten

### Freestyle-Skiing
| Athleten       | Wettbewerbe | Qualifikation | Qualifikation | Finale        | Finale        | Rang |
| Athleten       | Wettbewerbe | Punkte        | Rang          | Punkte        | Rang          | Rang |
| -------------- | ----------- | ------------- | ------------- | ------------- | ------------- | ---- |
| Mädchen        |             |               |               |               |               |      |
| Antonia Langer | Big Air     | DNS           | DNS           | DNS           | DNS           | DNS  |
| Antonia Langer | Slopestyle  | 27,75         | 14            | ausgeschieden | ausgeschieden | 14   |

| Athleten                                                           | Wettbewerbe                        | Vorrunde | Viertelfinale | Halbfinale    | Finale        | Rang |
| Athleten                                                           | Wettbewerbe                        | Rang     | Rang          | Rang          | Rang          | Rang |
| ------------------------------------------------------------------ | ---------------------------------- | -------- | ------------- | ------------- | ------------- | ---- |
| Mädchen                                                            |                                    |          |               |               |               |      |
| Josefina Valdés                                                    | Skicross                           | 10       | –             | ausgeschieden | ausgeschieden | 20   |
| Mixed                                                              |                                    |          |               |               |               |      |
| Mixed Team 7 Teodora Iliewa Josefina Valdés Dante Vera Oscar Trygg | Ski-/Snowboardcross Teamwettbewerb | 4        | ausgeschieden | ausgeschieden | ausgeschieden | 18   |

### Ski Alpin
| Athleten          | Wettbewerbe  | 1. Lauf     | 1. Lauf | 2. Lauf     | 2. Lauf | Gesamt      | Gesamt |
| Athleten          | Wettbewerbe  | Zeit        | Rang    | Zeit        | Rang    | Zeit        | Rang   |
| ----------------- | ------------ | ----------- | ------- | ----------- | ------- | ----------- | ------ |
| Jungen            |              |             |         |             |         |             |        |
| Nicolás Pirozzi   | Riesenslalom | 1:05,17 min | 17      | 1:05,62 min | 14      | 2:10,79 min | 14     |
| Nicolás Pirozzi   | Slalom       | 39,84 s     | 28      | 41,13 s     | 13      | 1:20,97 min | 17     |
| Nicolás Pirozzi   | Super-G      | –           | –       | –           | –       | 56,76 s     | 27     |
| Nicolás Pirozzi   | Kombination  | 56,76 s     | 27      | 35,85 s     | 21      | 1:32,61 min | 18     |
| Mädchen           |              |             |         |             |         |             |        |
| Matilde Schwencke | Riesenslalom | DNF         | DNF     | DNF         | DNF     | DNF         | DNF    |
| Matilde Schwencke | Slalom       | DNF         | DNF     | DNF         | DNF     | DNF         | DNF    |
| Matilde Schwencke | Super-G      | –           | –       | –           | –       | 58,67 s     | 26     |
| Matilde Schwencke | Kombination  | 58,67 s     | 26      | 40,47 s     | 22      | 1:39,14 min | 21     |

### Skilanglauf
| Athleten           | Wettbewerbe     | Qualifikation | Qualifikation | Viertelfinale | Viertelfinale | Halbfinale    | Halbfinale    | Finale        | Finale        | Rang |
| Athleten           | Wettbewerbe     | Zeit          | Rang          | Zeit          | Rang          | Zeit          | Rang          | Zeit          | Rang          | Rang |
| ------------------ | --------------- | ------------- | ------------- | ------------- | ------------- | ------------- | ------------- | ------------- | ------------- | ---- |
| Jungen             |                 |               |               |               |               |               |               |               |               |      |
| Juan Luis Uberuaga | 10 km klassisch | –             | –             | –             | –             | –             | –             | 40:10,9 min   | 76            | 76   |
| Juan Luis Uberuaga | Sprint Freistil | 4:24,67 min   | 80            | ausgeschieden | ausgeschieden | ausgeschieden | ausgeschieden | ausgeschieden | ausgeschieden | 80   |
| Juan Luis Uberuaga | Langlauf-Cross  | 5:51,63 min   | 80            | –             | –             | ausgeschieden | ausgeschieden | ausgeschieden | ausgeschieden | 80   |
| Mädchen            |                 |               |               |               |               |               |               |               |               |      |
| Natalia Ayala      | 5 km klassisch  | –             | –             | –             | –             | –             | –             | 21:27,0 min   | 71            | 71   |
| Natalia Ayala      | Sprint Freistil | 3:59,64 min   | 80            | ausgeschieden | ausgeschieden | ausgeschieden | ausgeschieden | ausgeschieden | ausgeschieden | 80   |
| Natalia Ayala      | Langlauf-Cross  | 8:17,89 min   | 80            | –             | –             | ausgeschieden | ausgeschieden | ausgeschieden | ausgeschieden | 80   |

### Snowboard
| Athleten       | Wettbewerbe | Qualifikation | Qualifikation | Finale        | Finale        | Rang |
| Athleten       | Wettbewerbe | Punkte        | Rang          | Punkte        | Rang          | Rang |
| -------------- | ----------- | ------------- | ------------- | ------------- | ------------- | ---- |
| Jungen         |             |               |               |               |               |      |
| Álvaro Yáñez   | Big Air     | 22,75         | 18            | ausgeschieden | ausgeschieden | 18   |
| Álvaro Yáñez   | Slopestyle  | 67,33         | 7             | 31,00         | 9             | 9    |
| Benjamín Yáñez | Slopestyle  | DNS           | DNS           | DNS           | DNS           | DNS  |